# 大畑晃一
大畑 晃一（おおはた こういち、1962年7月26日 - ）は、日本のメカニックデザイナー、アニメ監督、映画評論家。愛知県出身。

## 経歴
漫画家志望であったが忍耐がなくあきらめ、アニメ監督になった。1986年にOVA『装鬼兵MDガイスト』で初監督を務めた。
1990年代には東映特撮作品でキャラクターデザインを担当。怪人デザインにあたっては、大人の理屈や美観よりも子供にわかりやすいインパクトを重視していたという。
珍妙なB級映画に詳しく、書籍『世界トホホ映画劇場』（小学館刊、1998年4月発売、ISBN 9784093851046）やその続刊『世界トホホ映画劇場2 アニメ&特撮大作戦』（小学館刊、1998年12月発売、ISBN 9784093851091）を発表している。

## 参加作品

### 監督作品
- 装鬼兵MDガイスト（1986年[2]）
- 聖獣機サイガード -CYBERNETICS・GUARDIAN-（1989年）
- ジェノサイバー 虚界の魔獣（1993年）
- MDガイストII DEATH FORCE（1995年）
- Biohazard 4D-Executer（2000年[3]）
- 破壊魔定光（2001年）
- 爆裂天使（2004年）[4]
- 一騎当千シリーズ
  - 一騎当千 Dragon Destiny （2007年）
  - 一騎当千 Great Guardians （2008年）
  - 一騎当千 XTREME XECUTOR （2010年）
- 最遊記RELOAD -burial-（2007年）
- 逮捕しちゃうぞ フルスロットル（2007年）
- マケン姫っ!（2011年）[5]
- 9-nine- Ruler’s Crown（2025年）

### メカニックデザイン
- 亜空大作戦スラングル（1983年、ゲストメカニックデザイン）
- 光速電神アルベガス（1983年）
- 超攻速ガルビオン（1984年）
- ビデオ戦士レザリオン（1984年、反乱軍及びジャーク帝国側のメカニックデザイン）
- 超力ロボ ガラット（1984年、ゲストメカニカルデザイン）
- 機動戦士Ζガンダム（1985年、バウンド・ドックのクリーンアップ）
- 忍者戦士飛影（1985年）
- 破邪大星ダンガイオー（1987年 - 1989年、メカニックデザイン・絵コンテ）
- 大魔獣激闘 鋼の鬼（1987年、メカニックデザイン・特技監督）
- 超音戦士ボーグマン（1988年）
- トウキョウ・バイス（1988年、メカニックデザイン協力）
- プロジェクトA子3 シンデレラ・ラプソディ（1988年）
- トップをねらえ!（1988年、ロボットデザイン）
- 紅いハヤテ（1992年、鎧影デザイン・絵コンテ）
- 超時空要塞マクロスII -LOVERS AGAIN-（1993年、メカニックデザイン監修）
- エンゼルコップ（1994年）
- ヤマトタケル（1994年）
- ガサラキ（1998年、骨嵬（クガイ）デザイン）

### テレビアニメ
2002年
- GetBackers-奪還屋-（2002年 - 2003年、絵コンテ）

2004年
- MEZZO -メゾ-（第2話の絵コンテ）
- スーパー・ロボット・モンキー・チーム・ハイパーフォース GO!（2004年 - 2006年、絵コンテ）

2005年
- まじかるカナン（第7話の絵コンテ）
- シュガシュガルーン（2005年 - 2006年、プロップデザイン）
- ガン×ソード（第8話の画コンテ）
- 地獄少女（第11話・第16話・第21話の絵コンテ）

2006年
- 女子高生 GIRL'S-HIGH（第7話・第8話の絵コンテ）
- くじびき♥アンバランス（プロップデザイン）
- N・H・Kにようこそ!（絵コンテ）
- BLACK BLOOD BROTHERS（絵コンテ）

2007年
- 奏光のストレイン（絵コンテ）
- 機神大戦ギガンティック・フォーミュラ（絵コンテ）
- 爆丸バトルブローラーズ（デザインワークス）
- BLUE DRAGON（プロップデザイン）

2009年
- 黒神 The Animation（絵コンテ）
- 花咲ける青少年（絵コンテ）
- バスカッシュ!（設定協力）
- アニメ 冬のソナタ（絵コンテ）

2010年
- 極上!!めちゃモテ委員長 セカンドコレクション（絵コンテ）

2011年
- ぬらりひょんの孫 〜千年魔京〜（絵コンテ）

2012年
- 戦国コレクション（絵コンテ）
- 人類は衰退しました（絵コンテ）

2013年
- 絶対防衛レヴィアタン（絵コンテ）
- 犬とハサミは使いよう（絵コンテ）
- デュエル・マスターズ ビクトリーV3（絵コンテ）
- 幻影ヲ駆ケル太陽（絵コンテ）
- 帰宅部活動記録（絵コンテ）
- 団地ともお（絵コンテ）
- ガイストクラッシャー（絵コンテ）

2014年
- バディ・コンプレックス（絵コンテ）
- 健全ロボ ダイミダラー（絵コンテ）

2015年
- ガンスリンガー ストラトス（絵コンテ）

2017年
- sin 七つの大罪（絵コンテ）
- 戦刻ナイトブラッド（絵コンテ）

2018年
- 新幹線変形ロボ シンカリオン（CG演出・絵コンテ）

2019年
- 警視庁 特務部 特殊凶悪犯対策室_第七課 -トクナナ-（絵コンテ）

2020年
- ファンタシースターオンライン2 エピソード・オラクル（絵コンテ）
- ヒーリングっど♥プリキュア（絵コンテ）
- アサティール 未来の昔ばなし（絵コンテ〈昔ばなしパート〉）

2021年
- 回復術士のやり直し（絵コンテ）
- ワールドトリガー（絵コンテ）
- 七つの大罪 憤怒の審判（絵コンテ）

2023年
- 解雇された暗黒兵士（30代）のスローなセカンドライフ（絵コンテ）
- 異世界召喚は二度目です（絵コンテ）
- 彼女、お借りします（絵コンテ）
- Lv1魔王とワンルーム勇者（絵コンテ）
- 魔王学院の不適合者 II 〜史上最強の魔王の始祖、転生して子孫たちの学校へ通う〜（絵コンテ）
- ラグナクリムゾン（絵コンテ）

2024年
- 悪役令嬢レベル99 〜私は裏ボスですが魔王ではありません〜（絵コンテ）
- 望まぬ不死の冒険者（絵コンテ）
- 魔王の俺が奴隷エルフを嫁にしたんだが、どう愛でればいい?（絵コンテ）
- 異世界ゆるり紀行 〜子育てしながら冒険者します〜（絵コンテ）
- 最凶の支援職【話術士】である俺は世界最強クランを従える（絵コンテ）
- パーティーから追放されたその治癒師、実は最強につき（絵コンテ）
- 株式会社マジルミエ（絵コンテ）

2025年
- サラリーマンが異世界に行ったら四天王になった話（絵コンテ）
- 青のミブロ（絵コンテ）
- ボールパークでつかまえて!（絵コンテ）
- プリンセッション・オーケストラ（絵コンテ）
- うたごえはミルフィーユ（絵コンテ）
- 出禁のモグラ（絵コンテ）
- SAKAMOTO DAYS（絵コンテ）

### 劇場アニメ
- 名探偵コナン 異次元の狙撃手（2014年、絵コンテ協力）
- 名探偵コナン 業火の向日葵（2015年、絵コンテ協力）

### OVA
- BURN-UP W（1996年、第2話の原画）
- 高校鉄拳伝タフ（2002年、絵コンテ）

### Webアニメ
- FLAG（2006年、絵コンテ）

### 特撮
- 地球戦隊ファイブマン（1990年、キャラクターデザイン）
- 重甲ビーファイター（1995年、キャラクターデザイン）
- 超力戦隊オーレンジャー（1995年、キャラクターデザイン）
- ビーファイターカブト（1996年、キャラクターデザイン）
- ビーロボカブタック（1997年、キャラクターデザイン）
- D（1999年、視覚効果コンテ）

### イラスト
- 仮面ライダー 誕生1971
- 仮面ライダー 希望1972
- マジカル・セックス 淫ら姫の冒険（2018年5月、OP PICTURES）イメージボード[6]。共同で脚本も担当。

### 著書
- 世界トホホ映画劇場（小学館刊、1998年4月発売、ISBN 9784093851046）
- 世界トホホ映画劇場2 アニメ&特撮大作戦（小学館刊、1998年12月発売、ISBN 9784093851091）